# Josef Schädler
Josef „Sepp“ Schädler (* 11. April 1930 in Triesen; † 13. Mai 2012 in Triesenberg) war ein liechtensteinischer Maler und Zeichner.

## Biografie
Nach seiner Handwerkerlehre als Maler besuchte Schädler während vier Jahren die Kunstgewerbeschule Basel, unter anderen bei den Lehrern Bodmer und Ebble. Im Alter von 24 Jahren eröffnete er in Triesen einen eigenen Malerbetrieb, woraus sich später ein Spezialatelier für Siebdruck und Schriften entwickelte. Er hatte sich während dieser Jahre neben seinem handwerklichen Broterwerb als Maler und Siebdrucker intensiv dem Zeichnen und dem feien Malen gewidmet. 1962 wurde er zu seiner ersten Ausstellung nach Krefeld eingeladen. Nun wurde man des Künstlers auch in der engeren Heimat gewahr. Bereits ein Jahr später folgte seine erste Einzelausstellung in Vaduz.
Der Reihe nach trat der Künstler mit seiner Malerei nun in der Schweiz, in Deutschland, Österreich, Monaco und auch in Liechtenstein an die Öffentlichkeit. Bis Ende der 1990er folgten fast jährlich Einzelausstellungen oder Ausstellungsbeteiligungen. Dazu kamen öffentliche Aufträge wie die Gestaltung liechtensteinischer Briefmarken sowie verschiedene Kunst am Bau an öffentlichen Gebäuden in Liechtenstein. Schädlers Tätigkeitsbereich umfasste die Malerei in Aquarell und Acryl, Wandbilder, Zeichnungen, Grafiken, Siebdruck, Plastiken, Fotografie, Baugestaltung sowie Kunst am Bau.

## Einzelausstellungen und Ausstellungsbeteiligungen
- 1962 Krefeld
- 1963/66 Vaduz
- 1964 Galerie Voltaire, Genf
- 1964 Riebl Galerie, Altstätten SG

Lebenswolke anlässlich der Retrospektive zum 80. Geburtstag

- 1967 Junge Ostschweizer Künstler, Kunstmuseum St. Gallen
- 1968 Trois artistes du Liechtenstein, Genf
- 1969 Saalbau-Galerie Berlin-Neukölln
- 1970/73 Liechtensteiner Künstler, Theater am Kirchplatz, Schaan
- 1973 Liechtensteiner Künstler, Palais Liechtenstein, Feldkirch
- 1974 Galerie Haas, Vaduz
- 1976 Grand Prix International d’Art Contemporain de Monte Carlo, Monaco
- 1977 Gesamtschweizerische Ausstellung BEA, Bern
- 1978 Stadttheater St. Gallen
- 1982/87/90 im Triesnersaal, Triesen
- 1985 Pfrundhaus Eschen
- 1988 Selbstportrait, Eschen, Pfrundhaus
- 1989 Galerie Zech, Vaduz
- 1992 Landesbank Vaduz
- 1992 Grindelwald (Gilde Schweizer Bergmaler)
- 1993 Altes Bad Pfäfers (Gilde Schweizer Bergmaler)
- 1995 Bern (Gilde Schweizer Bergmaler)
- 1996 Grindelwald (Gilde Schweizer Bergmaler)
- 1997 Triesenberg (Gilde Schweizer Bergmaler)
- 1998 Hotel Bristol, Bad Ragaz
- 1999 Kunstschaffen aus dem Fürstentum Liechtenstein
- 2000 Millenium, Landesbank, Vaduz
- 2000 Lebenswerk im Gemeindesaal, Triesen
- 2001 Kunstmesse Grenzenlos, Spörry-Halle, Vaduz
- 2002 Liechtensteiner Weidealpen, Briefmarkenentwürfe, Postmuseum Vaduz
- 2002 Quellen der Inspiration – Natur, Triesner Gemeindesaal, Triesen
- 2006 Aus dem Depot des Kulturbeirats, Vaduz im Kunstraum Engländerbau
- 2008 Hotel Gorfion, Malbun
- 2009 Klinik Valens
- 2010 Retrospektive zum achtzigsten Geburtstag im Gasometer Triesen

## Briefmarkengestaltung
- 1968 Europa CEPT Schlüssel, 1 Sujet
- 1970 Europa CEPT Gewebenetz, 1 Sujet
- 1971 Europa CEPT Kette, nach Gemeinschaftsmotiv von M.H. Haflidason, 1 Sujet
- 1972 Europa CEPT, nach Gemeinschaftsmotiv von P. Huovinen, 1 Sujet
- 1973 Europa CEPT Spiralenpfeife, nach Gemeinschaftsmotiv von L.F. Anisdahl, 2 Sujets
- 1979 50 Jahre CCIR, 50 Jahre Internationaler Beratender Ausschuss für den Funkdienst, 1 Sujet
- 1985 Weihnachten, 3 Sujets
- 1989–1993 Berge, 15 Sujets
- 1997 125 Jahre Eisenbahn in Liechtenstein, 3 Sujets
- 1998–2001 Altes Handwerk, 6 Sujets
- 2001 Wasser - natürlicher Reichtum (Gemeinschaftsthema der EUROPA-Marken), 1 Sujet
- 2005–2008 Weidealpen, 12 Sujets

## Kunst am Bau
- Gemeindesaal Triesen, Materialreliefs und Brunnen
- diverse Dorfbrunnen (lokale Sagen)
- Hallenbad Triesen, Plastik
- Fassadenmalerei
- Weiterführende Schulen in Triesen, Wandbild in Acryl (6 × 8,5 m)
- Post- und Verwaltungsgebäude in Vaduz

## Kunstkeramik-Schmuck
- 1991 Liechtensteiner Jahresei, Keramik Schaedler, Nendeln

## Veröffentlichungen
- Liechtensteiner Alpenverein, Balzers: Unsere Berge - Aquarelle von Josef Schädler, 1987. Vorwort: Eugen Bühler; Biografie: Hermann Hassler; Nachwort: Hansrudi Sele.
- editio text + publikation: Josef Schädler, Kunstband, 2010. Anlässlich des 80. Geburtstags des Liechtensteiner Künstlers Josef Schädler gab der Triesner Verlag ein 200 Seiten starkes Buch mit rund 150 Abbildungen zu Schädlers Lebenswerk heraus. Das Buch enthält Textbeiträge von Anton Banzer, Eva Maria Bechter, Hermann Hassler, Hansjörg Quaderer und Walter Walch.
- SIKART: Eintrag im SIKART Lexikon und Datenbank

## Ehrungen
Am 6. Juni 2010 wurde der Josef Schädler zum ersten Ehrenmitglied des Berufsverbandes Bildender Künstler/innen Liechtensteins (BBKL) ernannt.